# Jasenové
Jasenové – wieś (obec) na Słowacji położona w kraju żylińskim, w okręgu Żylina w Kotlinie Rajeckiej. Zabudowania miejscowości rozłożone są nad potokami Čierňianka i Jasenovský potok. Pierwsze wzmianki o miejscowości pochodzą z roku 1407. Została zasiedlona przez polskich osadników z Małopolski.
Według danych z dnia 31 grudnia 2010, wieś zamieszkiwało 618 osób, w tym 311 kobiet i 307 mężczyzn.
W 2001 roku rozkład populacji względem narodowości i przynależności etnicznej wyglądał następująco:
- Słowacy – 99,09%
- Czesi – 0,61%

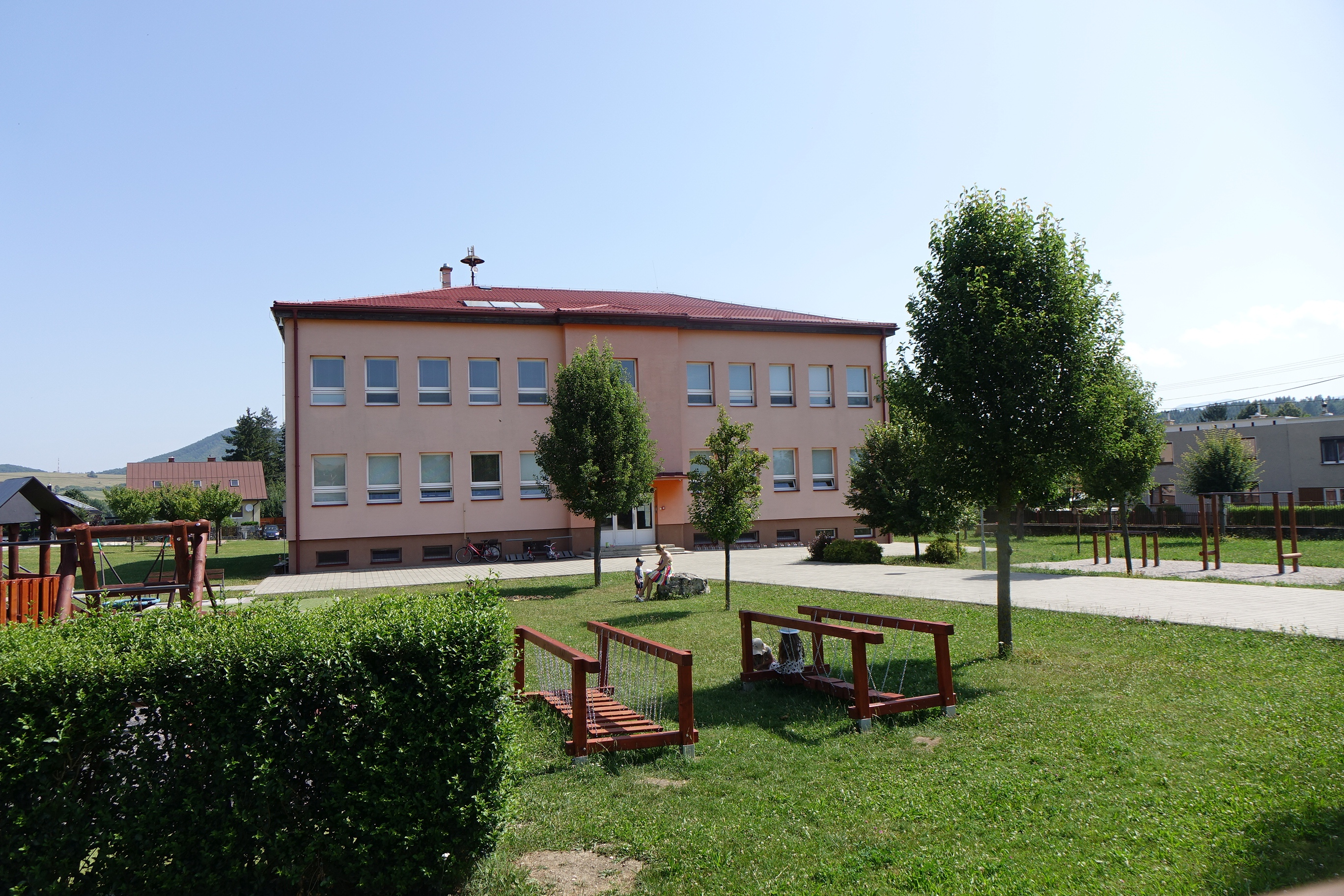
Szkoła
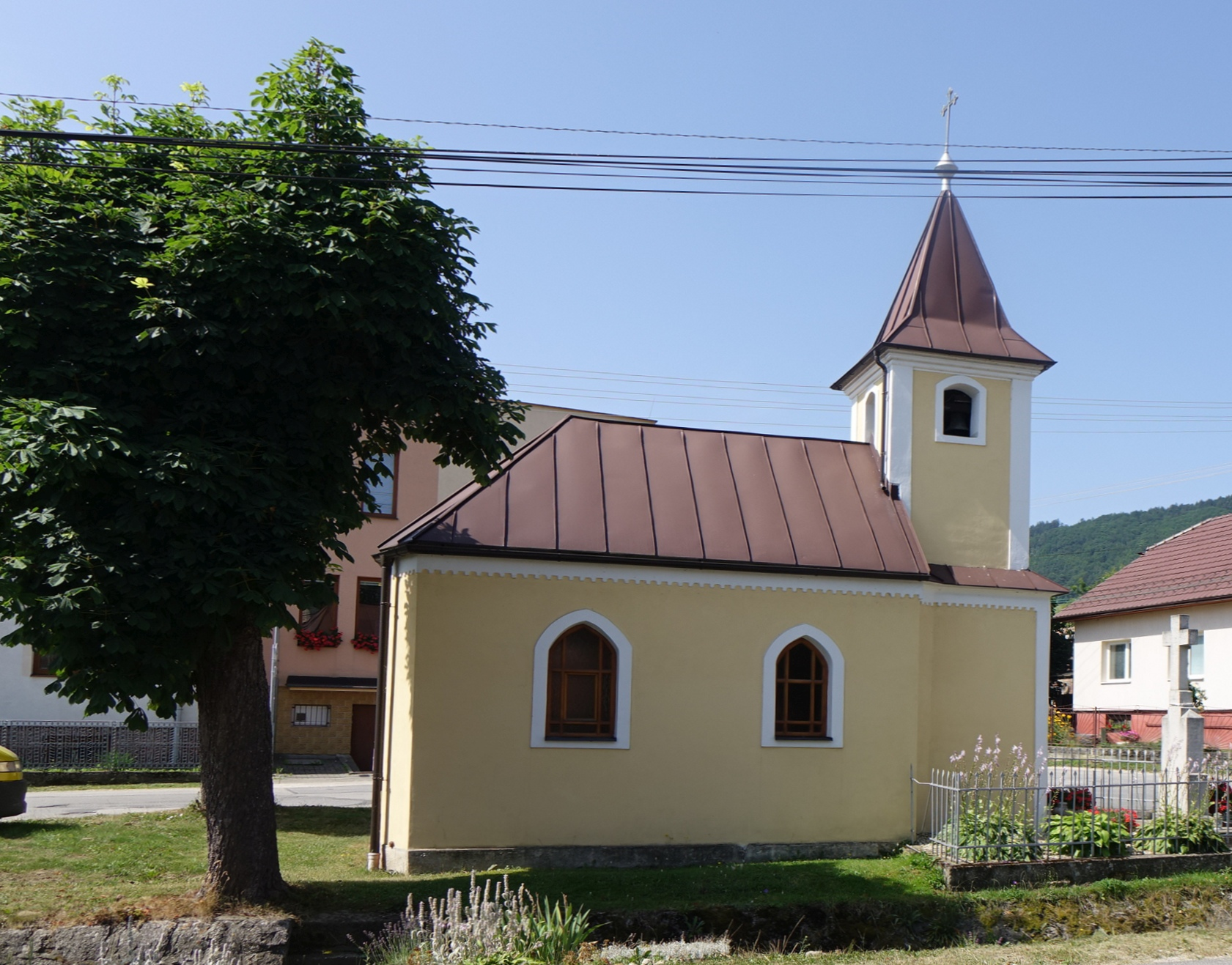
Kapliczka
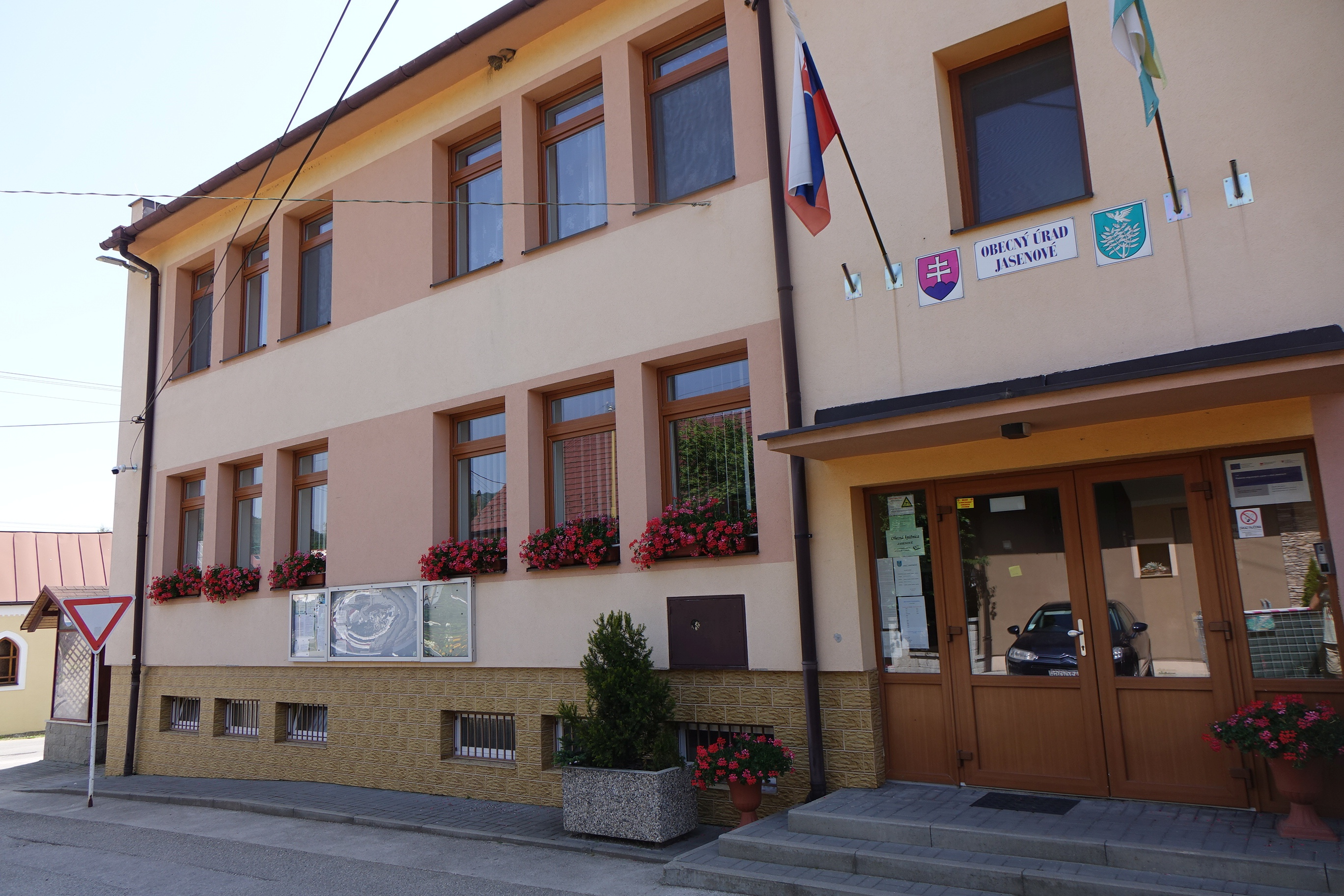
Urząd gminy